# Cerkiew Świętych Archaniołów w Ikorcie
Cerkiew Świętych Archaniołów – prawosławna cerkiew w Ikorcie, w Wewnętrznej Kartlii.
Cerkiew w Ikorcie została wzniesiona w 1172. Reprezentuje ten sam typ architektury sakralnej, co starsza o czterdzieści lat katedra w Samtawisi, stanowiąca do końca XIII stulecia wzorzec dla kolejnych gruzińskich budowli religijnych. Jest to świątynia krzyżowo-kopułowa z kopułą wspartą na czterech filarach, pomieszczeniem ołtarzowym z absydą i narteksem.  W ornamentyce i dekoracji świątyni widoczne są zarówno elementy tradycyjne, naśladujące zdobnictwo jedenastowieczne, jak i nowsze. Obiekt uważa się za jeden z najważniejszych zabytków gruzińskiej średniowiecznej architektury cerkiewnej.
W 1991 cerkiew została poważnie uszkodzona w czasie trzęsienia ziemi, które zdeformowało jej ściany i doprowadziło do powstania w nich pęknięć, a następnie do zawalenia się niektórych filarów, pendentywów, elementów sklepienia i części kopuły. W rezultacie zaburzona została stabilność całej konstrukcji. Cerkiew została zabezpieczona przed całkowitym zawaleniem. W 1999 World Monuments Fund zaliczył ją do 100 najbardziej zagrożonych zniszczeniem obiektów zabytkowych na świecie. Dalsze prace konserwatorskie w cerkwi prowadzone były dzięki wsparciu rządu gruzińskiego i instytucji prywatnych o łącznej wartości ponad 130 tys. dolarów.